# William Warham
William Warham, född ca 1450, död 1532, ärkebiskop av Canterbury, tillhörde en Hampshirefamilj och utbildades vid Winchester och New College, Oxford, och praktiserade och undervisade i juridik, både i London och Oxford.
Han hjälpte Henrik VII att arrangera äktenskapet mellan Henriks son, Arthur, prins av Wales, och Katarina av Aragonien, han reste till Skottland med Richard Foxe 1497, och han var delvis ansvarig för flera handels- samt andra fördrag med Maximilian I som även var greve av Flandern och överförmyndandande hertig av Burgund åt sin son Filip IV av Burgund.
År 1502 blev Warham biskop av London, men redan 1504 blev han lordkansler och ärkebiskop av Canterbury. Han vigde och krönte ärkebiskopen Henrik VIII och Katarina av Aragonien 1509. Han efterträddes som lordkansler 1515 av Wolsey, som han själv vigt till biskop av Lincoln föregående år. Att Warham avgick kan ha berott på att han ogillade Henriks utrikespolitik. 
Han närvarade vid Field of the Cloth of Gold 1520, och assisterade Wolsey som bisittare under den hemliga utredningen 1527 kring giltigheten av Henriks äktenskap med Katarina. Under skilsmässoförhandlingarna var Warham en gammal och uttröttad man. Han var utsedd som en av de rådgivare som skulle hjälpa drottningen, men han var rädd att ådra sig kungens missnöje, "ira principis mors est", och var till liten hjälp och undertecknade ett brev till Clemens VII där han bad påven att ge Henrik sitt godkännande.